# La Pacaudière
La Pacaudière – miejscowość i gmina we Francji, w regionie Owernia-Rodan-Alpy, w departamencie Loara.
Według danych na rok 1990 gminę zamieszkiwały 1182 osoby, a gęstość zaludnienia wynosiła 57 osób/km² (wśród 2880 gmin regionu Rodan-Alpy La Pacaudière plasuje się na 690. miejscu pod względem liczby ludności, natomiast pod względem powierzchni na miejscu 475).
Znajdują się tu zabytki o znaczeniu krajowym:
- Dom w La Pacaudière
- Dom Mały Luwr w La Pacaudière
- Dom Notre-Dame w La Pacaudière